# Orchestre philharmonique de Paris
L'Orchestre philharmonique de Paris est un orchestre français basé à Paris, créé en 1935 et dissous en 1938. Son chef permanent a été Charles Münch.
L'appellation sera par la suite reprise plusieurs fois. En 1950, un second Orchestre philharmonique de Paris (ou orchestre de la Société philharmonique de Paris), dirigé notamment par Jules Gressier et René Leibowitz, réalise un grand nombre d'enregistrements discographiques pour les labels Classic et Le Chant du Monde.
En 1958, le chef d'orchestre américain Léon Barzin fonde un troisième Orchestre philharmonique de Paris qui se produira jusqu'au milieu des années 1960.
En 1987, un quatrième Orchestre philharmonique de Paris voit le jour, destiné à enregistrer des musiques de films et à participer à des émissions télévisées, sous la direction de Lalo Schifrin. Leur concert inaugural a lieu le 26 janvier 1988 au théâtre des Champs-Élysées.

## Créations

### Orchestre philharmonique de Paris (1935-1938)
- Les Saisons de Louis Aubert (1935)
- Quatre Préludes pour orchestre à cordes de Henry Barraud (1938)
- Symphonie en ré majeur de Robert Casadesus (1935)
- Musique de cour pour flûte, violon et orchestre de Jean Françaix (1937)
- Cantate pour le temps pascal, op. 47 de Maurice Jaubert (1938)
- Symphonie n°1 d'Arthur Lourié (1938)
- Prélude et invention pour orchestre à cordes de Marcel Mihalovici (1938)
- Les Amours de Ronsard pour quatuor vocal et orchestre de Darius Milhaud (1935)
- Introduction et Marche funèbre de Darius Milhaud (1936)
- Symphonie n°2 de Jean Rivier (1938)
- Oriane et le Prince d'amour, suite d'orchestre de Florent Schmitt (1937)